# 性抑制
性抑制（Sexual inhibition）是指一個人在一在意識或潛意識中約束或減弱和性與性行為相關的思考、活動與討論行為。
當一個人對性或性行為有非理性的恐懼，或是對任何與性相關的話語產生過度反應，就可能會被當作一種性抑制。但是性抑制並不是適用於因理性道德或是心理障礙因素而減少「性相關行為」的理性性禁慾行為。另一方面，當一個人可以接受並歡迎個不同非傳統的色情活動，就會被認為是「低性抑制」（low sexual inhibitions）。而性欲亢进被認為與低性抑制有關，酒精和毒品也被認為可以影響人的性抑制。 有時也可以用性成癮的角度來看待性慾亢奮。

## 性抑制的範例
一些對特定性行為偏好的抑制可能基於其文化態度，例如：在許多文化中，咂陽、口交被認為是禁忌，或是令人灰心的負面行為，因而產生對口交的高度厭惡 。特別是咂陽時 。各種文化因著不同的原因而不喜歡口交。在某些國家，因為口交並不會懷孕，因此將其視為一種不自然的性行為 ；有些人認為口交不太親密，其不是一種面對面的性行為 ；有些人則認為口交是一種侮辱或汙穢的行為 。不過在一些情况下，這些具有侮辱或汙穢的象徵意義也被附加於不同身體部位的性行為上。
也有一些對女同性戀性行為的性抑制研究。他們相信並非所有的女女性行為都會舐陰行為、並指出有些女同性恋或双性恋的女性並不喜欢，可能是因為其不佳的過去经验、心理或社会因素以及一些衛生考量 。不過仍有許多女同性恋或双性恋的女性認為舐陰是女同性恋者主要且多數的性行為 。其中女同性恋伴侶將「不喜欢舐阴」視作一个问题相對於异性恋伴侶更多，她們會為了這個問題共同寻求治疗、並克服相關的性抑制。
無法通過正常方式受孕並需要受孕輔助的女性也可能受到來自社會的性抑制，有些是對於捐精與人工授精的抑制，有些則是針對第三方陰道內授精的抑制。這些抑制可能導致其必須尋求更昂貴與艱苦的人工授精方式。
懼怕在別人面前裸體也被視為一種性抑制。 有些人觉得在另一个人面前裸體相當不舒服，即使是在私下与他的性伴侶的。 舉例來說：他可能会觉得只有在性行為中才能舒适的裸体，而且只能在柔和的灯光以及在被子或毯子的遮蓋下 。